# Pedro Delgado Ibañez
Pedro Delgado Ibáñez (Santiago del Estero, Santiago del Estero, 1 de septiembre de 1997) es un jugador de rugby argentino que se desempeña como Pilar y juega en Dogos del Súper Rugby Américas. Debutó con los Pumas en 2024.

## Carrera

### Old Lions
Delgado se formó en Old Lions, donde debutó en primera en el año 2015 y en 2023 ganó el Torneo Regional del NOA por primera vez en la historia del club al derrotar a Tarcos en San Miguel de Tucumán.

### Dogos
En 2024 se convirtió en jugador de Dogos XV, equipo cordobés del Super Rugby Américas 2024, con el que se coronaró campeón al vencer en la final al otro equipo argentino del certamen, Pampas XV, en Buenos Aires.

## Selección nacional
En 2024 fue convocado a los Pumas y debutó en la victoria contra los Springboks en Santiago del Estero.

## Clubes
| Club      | País      |
| --------- | --------- |
| Old Lions | Argentina |
| Dogos     | Argentina |

## Palmarés
| Título                       | Equipo    | País      | Año  |
| ---------------------------- | --------- | --------- | ---- |
| Torneo Regional del Noroeste | Old Lions | Argentina | 2023 |
| Super Rugby Américas         | Dogos     | Argentina | 2024 |